# Tazheranita
La tazheranita és un mineral de la classe dels òxids que pertany al grup de la calzirtita. Rep el nom de la seva localitat tipus, el complex alcalí de Tazheran, a Rússia.

## Característiques
La tazheranita és un òxid de fórmula química (Zr,Ti,Ca)O2-x, tot i que la seva fórmula ideal és ZrO₂, la mateixa que la de la zirconia cúbica. Va ser aprovada com a espècie vàlida per l'Associació Mineralògica Internacional l'any 1969. Cristal·litza en el sistema isomètric. La seva duresa a l'escala de Mohs és 7,5. Semblant a la baddeleyita. Segons la descripció inicial, el titani a la tazheranita és trivalent, a diferència de la zirkelita. Possiblement es tracti de la forma natural de 'zircònia cúbica', encara que generalment és molt impura en comparació amb la pedra preciosa sintètica.
Segons la classificació de Nickel-Strunz, la tazheranita pertany a «04.DL - Minerals òxids amb proporció metall:oxigen = 1:2 i similars, amb cations grans (+- mida mitja); estructures del tipus de la fluorita» juntament amb els següents minerals: cerianita-(Ce), torianita, uraninita, zirkelita, calzirtita i hiärneïta.

## Formació i jaciments
Va ser descoberta al massís de Tazheranskii, a l'àrea del llac Baikal, dins l'óblast d'Irkutsk (Districte Federal de l'Extrem Orient, Rússia). Ha estat descrita en altres indrets del mateix país, així com al Kazakhstan, Mèxic, el Brasil, Algèria i Suècia.